# Alex Wilkinson
Alexander William Wilkinson (Sydney, 13 augustus 1984) is een Australisch voormalig voetballer die doorgaans speelde als centrale verdediger. Tussen 2002 en 2023 was hij actief voor Northern Spirit, Ryde City Gunners, Manly United, Central Coast Mariners, Jiangsu Sainty, Jeonbuk Motors, Melbourne City en Sydney FC. Wilkinson maakte in 2014 zijn debuut in het Australisch voetbalelftal en kwam uiteindelijk tot zestien interlandoptredens.

## Clubcarrière
Wilkinson speelde voor Northern Spirit, waarna hij via Ryde City Gunners en Manly United bij Central Coast Mariners terechtkwam. Bij die club groeide de verdediger uit tot sterkhouder en vanaf het seizoen 2007/08 werd hij zelfs tot aanvoerder benoemd. Wilkinson droeg de aanvoerdersband gedurende 97 wedstrijden en kwam achter John Hutchinson tweede op de lijst met meeste competitieduels voor de Mariners. Op 17 maart 2011 werd hij voor drie maanden verhuurd aan het Chinese Jiangsu Sainty. Op 18 juli van dat jaar ondertekende de Australische verdediger een verbintenis voor tweeënhalf jaar bij Jeonbuk Hyundai Motors. In februari 2016 trok Melbourne City hem aan. Later dat jaar verkaste Wilkinson naar Sydney FC. In 2018 verlengde hij zijn contract tot medio 2020. Aan het einde van het seizoen 2022/23 besloot Wilkinson op achtendertigjarige leeftijd een punt te zetten achter zijn actieve loopbaan.

## Interlandcarrière
Wilkinson debuteerde in het Australisch voetbalelftal op 5 maart 2014. Op die dag werd een vriendschappelijke wedstrijd tegen Ecuador met 3–4 verloren. De verdediger begon op de bank en mocht van bondscoach Ange Postecoglou in de tweede helft invallen voor Curtis Good.
| Interlands van Alex Wilkinson voor Australië | Interlands van Alex Wilkinson voor Australië | Interlands van Alex Wilkinson voor Australië | Interlands van Alex Wilkinson voor Australië | Interlands van Alex Wilkinson voor Australië | Interlands van Alex Wilkinson voor Australië | Interlands van Alex Wilkinson voor Australië |
| №                                            | Datum                                        | Wedstrijd                                    | Uitslag                                      | Competitie                                   | Goals                                        |                                              |
| Als speler bij Jeonbuk Hyundai Motors        | Als speler bij Jeonbuk Hyundai Motors        | Als speler bij Jeonbuk Hyundai Motors        | Als speler bij Jeonbuk Hyundai Motors        | Als speler bij Jeonbuk Hyundai Motors        | Als speler bij Jeonbuk Hyundai Motors        | Als speler bij Jeonbuk Hyundai Motors        |
| -------------------------------------------- | -------------------------------------------- | -------------------------------------------- | -------------------------------------------- | -------------------------------------------- | -------------------------------------------- | -------------------------------------------- |
| 1                                            | 5 maart 2014                                 | Australië – Ecuador                          | 3 – 4                                        | Vriendschappelijk                            |                                              |                                              |
| 2                                            | 26 mei 2014                                  | Australië – Zuid-Afrika                      | 1 – 1                                        | Vriendschappelijk                            |                                              |                                              |
| 3                                            | 6 juni 2014                                  | Kroatië – Australië                          | 1 – 0                                        | Vriendschappelijk                            |                                              |                                              |
| 4                                            | 13 juni 2014                                 | Chili – Australië                            | 3 – 1                                        | WK 2014                                      |                                              |                                              |
| 5                                            | 18 juni 2014                                 | Australië – Nederland                        | 2 – 3                                        | WK 2014                                      |                                              |                                              |
| 6                                            | 23 juni 2014                                 | Australië – Spanje                           | 0 – 3                                        | WK 2014                                      |                                              |                                              |
| 7                                            | 4 september 2014                             | België – Australië                           | 2 – 0                                        | Vriendschappelijk                            |                                              |                                              |
| 8                                            | 8 september 2014                             | Saoedi-Arabië – Australië                    | 2 – 3                                        | Vriendschappelijk                            |                                              |                                              |
| 9                                            | 10 oktober 2014                              | Verenigde Arabische Emiraten – Australië     | 0 – 0                                        | Vriendschappelijk                            |                                              |                                              |
| 10                                           | 14 oktober 2014                              | Qatar – Australië                            | 1 – 0                                        | Vriendschappelijk                            |                                              |                                              |
| 11                                           | 18 november 2014                             | Japan – Australië                            | 2 – 1                                        | Vriendschappelijk                            |                                              |                                              |
| 12                                           | 22 januari 2015                              | Australië – China                            | 2 – 0                                        | AK 2015                                      |                                              |                                              |
| 13                                           | 25 maart 2015                                | Duitsland – Australië                        | 2 – 2                                        | Vriendschappelijk                            |                                              |                                              |
| 14                                           | 30 maart 2015                                | Macedonië – Australië                        | 0 – 0                                        | Vriendschappelijk                            |                                              |                                              |
| 15                                           | 16 juni 2015                                 | Kirgizië – Australië                         | 1 – 2                                        | WK 2014                                      |                                              |                                              |
| 16                                           | 17 november 2015                             | Bangladesh – Australië                       | 0 – 4                                        | WK 2014                                      |                                              |                                              |

## Erelijst
| Competitie              |                        |                           |                        |                        |
| Competitie              | Aantal                 | Jaren                     |                        |                        |
| Jeonbuk Hyundai Motors  | Jeonbuk Hyundai Motors | Jeonbuk Hyundai Motors    | Jeonbuk Hyundai Motors | Jeonbuk Hyundai Motors |
| ----------------------- | ---------------------- | ------------------------- | ---------------------- | ---------------------- |
| K League 1              | 2                      | 2014, 2015                |                        |                        |
| Sydney FC               |                        |                           |                        |                        |
| A-League                | 3                      | 2016/17, 2018/19, 2019/20 |                        |                        |
| Australië               |                        |                           |                        |                        |
| Aziatisch kampioenschap | 1                      | 2015                      |                        |                        |